# Once More with Feeling (album)
Once More with Feeling – Singles 1996-2004 – płyta brytyjskiego zespołu Placebo. Ukazała się 25 października 2004 roku. Tworzy ona zbiór najważniejszych singli zespołu. Na płycie znalazły się trzy niepublikowane wcześniej: „Twenty Years”, „I do” oraz „Protège-moi” (ostatni dostępny był jedynie na francuskiej edycji płyty Sleeping with Ghosts).
Utwór „Twenty Years” ukazał się jako singel promujący płytę.

## Lista utworów

### CD1
1. „36 Degrees” (pierwsze wydanie 1996)
2. „Teenage Angst” (1996)
3. „Nancy Boy” (1997)
4. „Bruise Pristine” (1997)
5. „Pure Morning” (1998)
6. „You Don’t Care About Us” (1998)
7. „Every You Every Me” (1999)
8. „Without You I’m Nothing” (1999)
9. „Taste in Men” (2000)
10. „Slave to the Wage” (2000)
11. „Special K” (2000)
12. „Black Eyed” (2001)
13. „The Bitter End” (2003)
14. „This Picture” (2003)
15. „Special Needs” (2003)
16. „English Summer Rain” (2004)
17. „Protège Moi” (2004)
18. „I Do” (2004)
19. „Twenty Years” (2004)

### CD2 (płyta z remiksami)
Do płyty dołączono drugi dysk, zawierający remiksy niektórych utworów grupy.
1. „Special K” („Timo Maas remix”)
2. „Without You I’m Nothing (Unkle remix)”
3. „Every You Every Me” („Infected by the Sourge of the Earth mix”)
4. „Protège Moi” („M83 remix”)
5. „Slave to the Wage (I can’t believe it’s a remix)”
6. „Pure Morning” („Les Rythmes Digitales remix”)
7. „Taste in Men” („Alpinestars Kamikaze skimix”)
8. „Black-Eyed” („Placebo vs. Le Vibrator mix”)
9. „English Summer Rain” („Freelance Hellraiser remix”)
10. „This Picture” („Junior Sanchez remix”)